# Dvärgpungsovare (art)
Dvärgpungsovare eller pygmépungekorre (Burramys parvus) är ett pungdjur i familjen med samma namn och den enda arten i släktet Burramys. Arten var i början bara känd från fossil och det antogs att den dog ut för länge sedan men 1966 upptäcktes för första gången levande individer.

## Kännetecken
Dvärgpungsovare är liten och påminner om en mus. Pälsen är på ovansidan gråbrun och på undersidan ljusare. Den långa svansen är med undantag av svansroten naken och används som gripverktyg. Djuret når en kroppslängd mellan 10 och 13 centimeter och därtill kommer en 13 till 16 centimeter lång svans. Vikten ligger mellan 30 och 60 gram.
En av de premolara tänderna liknar rovdjurens rovdjurstand och används för att splittra hårda frön.

## Utbredning och habitat
Arten förekommer i bergstrakter i sydöstra New South Wales och östra Victoria i Australien. Den lever i buskmark och hedområden på 1 300 till 2 200 meters höjd. Klimatet i levnadsområdet är kallt och rikt på nederbörd, ofta som snö.

## Levnadssätt
Trots gripsvansen vistas dvärgpungsovaren främst på marken men den kan klättra i växtligheten och på klippor. Djuret är aktivt på natten och mycket skyggt. Individerna lever även utanför parningstiden i grupper. Ofta sover de tillsammans i bergssprickor och värmer varandra. Det har även iakttagits ömsesidig pälsvård.
Under de kalla vintermånaderna faller de ofta i ett stelt tillstånd (torpor), ibland 20 dagar i sträck.
Dvärgpungsovare är allätare och födans sammansättning är beroende på årstiden. Under den varma tiden äter de ofta insekter, till exempel fjärilen Agrotis infusa som parar sig i samma region. Under hösten och vintern livnär sig individerna av frön, köttiga frukter och bär. Vanligen skapar de ett förråd av dessa växtdelar. Hittills är inget annat pungdjur känt som skapar vinterförråd.

## Fortplantning
Honornas pung är väl utvecklad och innehåller fyra spenar. Parningen sker kort före sommaren. Efter dräktigheten som varar i 13 till 16 dagar föder honan i oktober eller november upp till åtta ungar. Bara de bäst utvecklade ungarna hinner fram till spenarna och de andra dör. Ungarna stannar tre till fyra veckor i pungen (marsupium) och lever ytterligare fyra eller fem veckor i honans bo. Under denna tid är honan aggressiv mot artfränder, främst mot hannar. Efter ungefär två månader är ungarna självständiga. De dias inte längre och måste lämna modern.

## Dvärgpungsovare och människor
Under 1800-talet och 1950-talet hittades i södra Australien fossil av ett djur som är släkt med de kända sovarpungmössen. I augusti 1966 upptäcktes i en bergsstuga i Victoria ett okänt pungdjur och snart kom fram att den är identisk med de kända fossilen. Den australiska paleontologen W.D.L. Ride kommenterade: "Alla paleontologers dröm blev verklighet. De torra benen av ett fossil förenades och täcktes med sena, muskler och hud." (citat från Nowak, 1999, självöversättning). Senare hittades flera andra individer och det blev möjligt att studera deras beteende.
Ett problem är den ökande vinterturismen i artens levnadsområde. Pister skär genom habitatet och viktiga träd röjs. För att säkra artens bestånd fick flera pister tunnlar. Dessutom inrättades flera skyddszoner och ett avelsprogram startades. Hela utbredningsområdet är bara tio kvadratkilometer stort. IUCN listar arten som akut hotad.